# Shadowgun War Games
Shadowgun War Games je mobilní hra od českého studia Madfinger Games. Hra vyšla 12. února 2020. Hra byla na Gamescomu 2018 oceněna jako nejlepší mobilní hra. Předregistrace do hry byly spuštěny v listopadu 2019. Hru si předregistrovalo přes milion uživatelů.

## Hratelnost
Jedná se o First-person shooter soustředící se na hru pro více hráčů. Hráč si může vybrat několik herních módů jako Deatchmatch či Capture The Flag. V 
nich proti sobě vždy stojí dva týmy po pěti hráčích. V případě Deathmatche si lze nastavit zda se hraje jen do určitého počtu úmrtí nebo do uplynutí času. Hráč si může před každou hrou vybrat jednoho z hrdinů za kterého bude hrát. Každý z hrdinů má 2 základní zbraně a speciální schopnosti, jako léčení, vrhání granátů či řev, který dokáže dezorientovat další hráče.